# Weltausstellung Brüssel 1935
Die Weltausstellung 1935 in Brüssel (französisch Exposition Universelle et Internationale de Bruxelles 1935) war die 23. vom Bureau International des Expositions (BIE) anerkannte Weltausstellung. Belgiens König Leopold III. eröffnete die Ausstellung am 27. April 1935, die bis zum 25. November 1935 dauerte. Als 125 Hektar großes Ausstellungsgelände in der Nähe des Königlichen Gartens nutzte man den Heyselpark. Die Weltausstellung war mit rund 20 Millionen Besuchern die bestbesuchte Ausstellung, die Belgien bis dahin ausgerichtet hatte.

## Geschichte
Ursprünglich sollte die Weltausstellung anlässlich des 100. Jahrestages der Unabhängigkeit Belgiens im Jahr 1930 durchgeführt werden. Die Städte Antwerpen und Lüttich beschlossen die Ausrichtung einer zweigeteilten Ausstellung zum nationalen Jubiläum 1930, so dass die Weltausstellung in Brüssel um fünf Jahre verschoben wurde. 1935 feierte Belgien und Brüssel ebenfalls zwei Jahrestage: Vor 50 Jahren erhielt Belgien, resp. König Leopold II. den Kongo als Kolonie und vor 100 Jahren wurde in Brüssel die erste Eisenbahnstrecke auf dem Kontinent eröffnet.

## Ausstellungsgelände

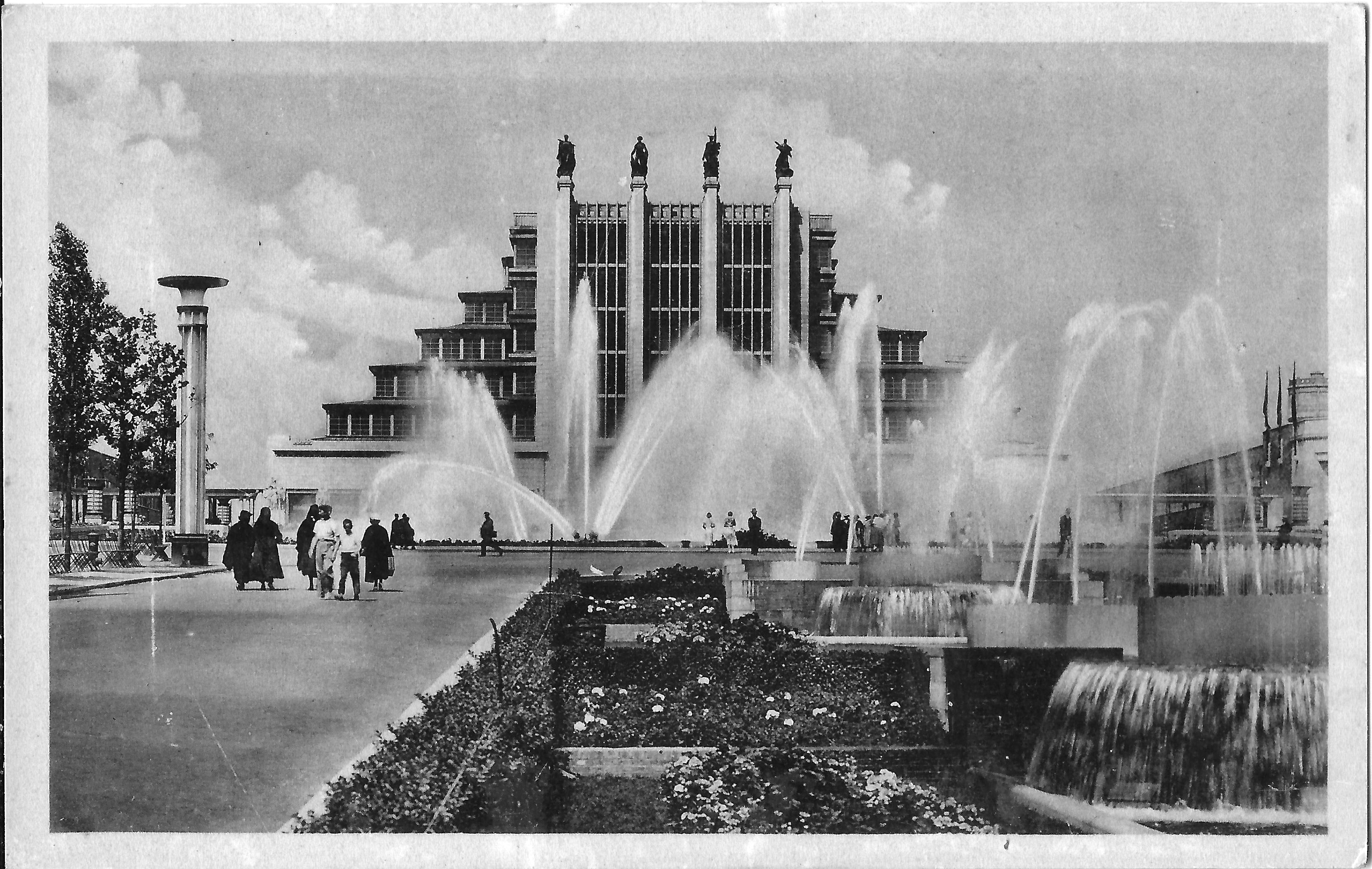
Ansicht des Grand Paleis/Grote Paleis vom Boulevard du centenaire/Eeuwfeestlaan aus Richtung des Haupteingangs

Als Ausstellungsgelände wurde das Heyselplateau mit dem heutigen Heyselpark gewählt. Der Haupteingang für das Ausstellungsgelände befand sich im Süden am Place Saint-Lambert/Sint-Lambertusplein. Links vom Haupteingang lag der Park der Attraktionen mit Gastronomie und Unterhaltungseinrichtungen, rechts befand sich Alt-Brüssel, eine Rekonstruktion der Stadt im 18. Jahrhundert, die mit „Bewohnern“ in historischen Kostümen bevölkert wurde.
Beidseits entlang des nach Norden aufsteigenden Boulevard du Centenaire/Eeuwfeestlaan sowie östlich davon im Laken-Park waren die Pavillons der Nationen, Firmen und Organisationen angesiedelt. Der französische Pavillon wurde von Le Corbusier entworfen.
Am Ende des Boulevards stand mit dem Grand Palais/Grote Paleis (auch bekannt als Palais des Expositions) der architektonische Höhepunkt der Ausstellung im Art-déco-Stil. Er bestand aus insgesamt fünf Ausstellungshallen mit einem Verwaltungsgebäude. In diesen Hallen waren u. a. die belgische Sektion mit Ausstellungen des Eisenbahnwesens, der Industrie, der Kunst und des Handels untergebracht.

## Schwerpunkte der Ausstellung
Ein Schwerpunkt der Weltausstellung 1935 in Brüssel lag in der Nutzung von künstlichem Licht: Neonlicht wurde auf vielfältige Art gestalterisch eingesetzt. Als Neuerungen im Verkehrswesen wurden Bedarfsampeln für Fußgänger vorgestellt. Ein weiterer Schwerpunkt lag bei den Neuerungen in der Funk- und Fernsehtechnik. Durch die Ausstellung fuhr eine interne Eisenbahnlinie an deren Haltestellen Anschluss an das städtische Straßenbahnnetz bestand. In der Kunstausstellung wurden Werke zeitgenössischer Künstler wie Paul Delvaux, René Magritte, Francis Picabia und Pablo Picasso gezeigt.
Wie bereits in den vorherigen Weltausstellungen gehörten Sportveranstaltungen zum festen Programm. Dazu wurde das von Joseph Van Neck entworfene und bereits 1930 vorzeitig eröffnete Stade du Centenaire (später Heysel-Stadion und heute König-Baudouin-Stadion) genutzt. Darin fanden 75.000 Zuschauer Platz. Le Corbusier war an der Gestaltung des Pavillons von Frankreich beteiligt.

## Nachnutzung
Die Ausstellungshallen des Grand Palais und das Gelände wurden für die Expo 58 wiederverwendet. Die Pavillons der Nationen und Firmen wurden bis auf wenige Ausnahmen nach der Veranstaltung wieder entfernt.

## Bildergalerie

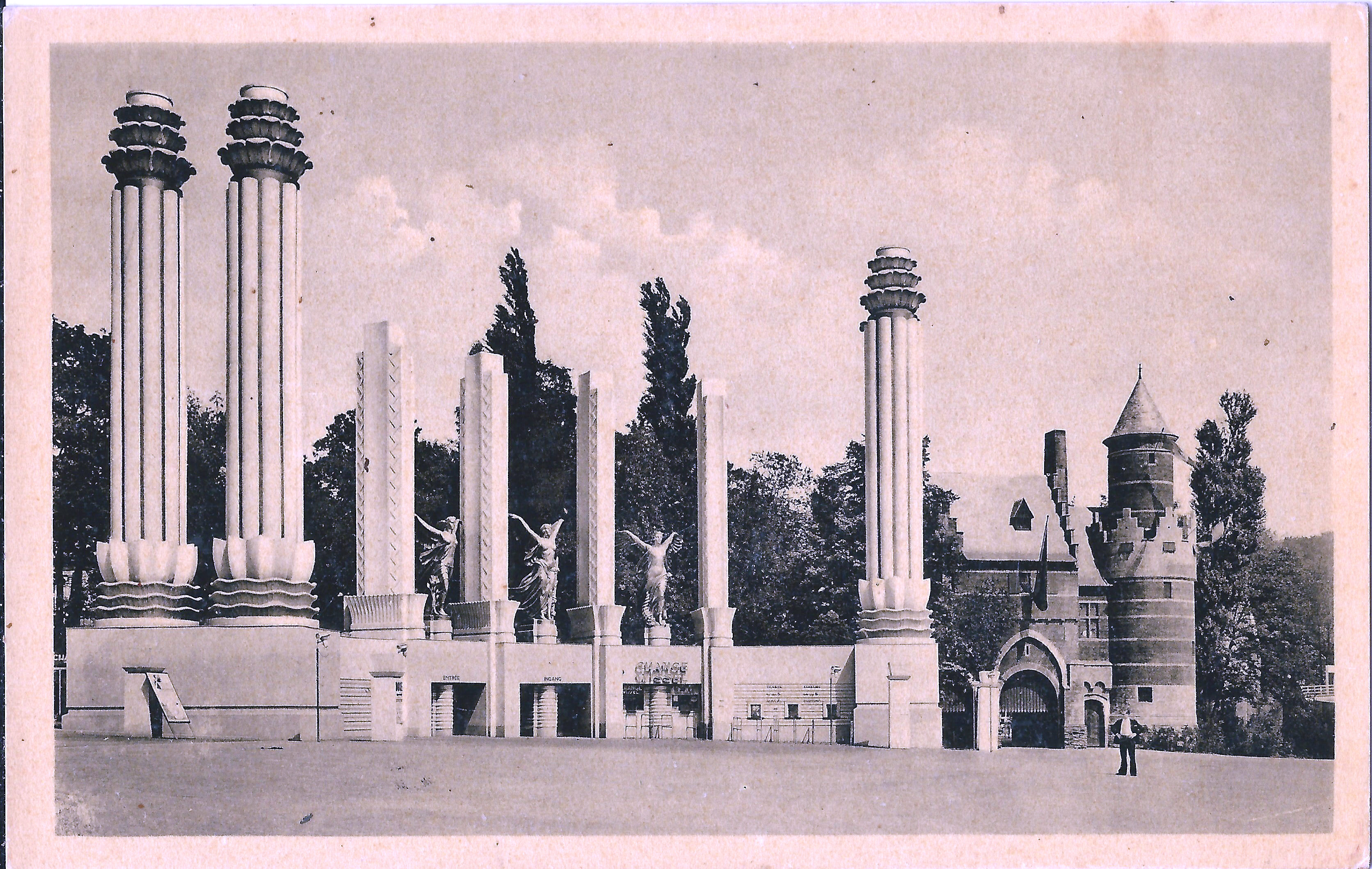
Haupteingang zur Weltausstellung 1935
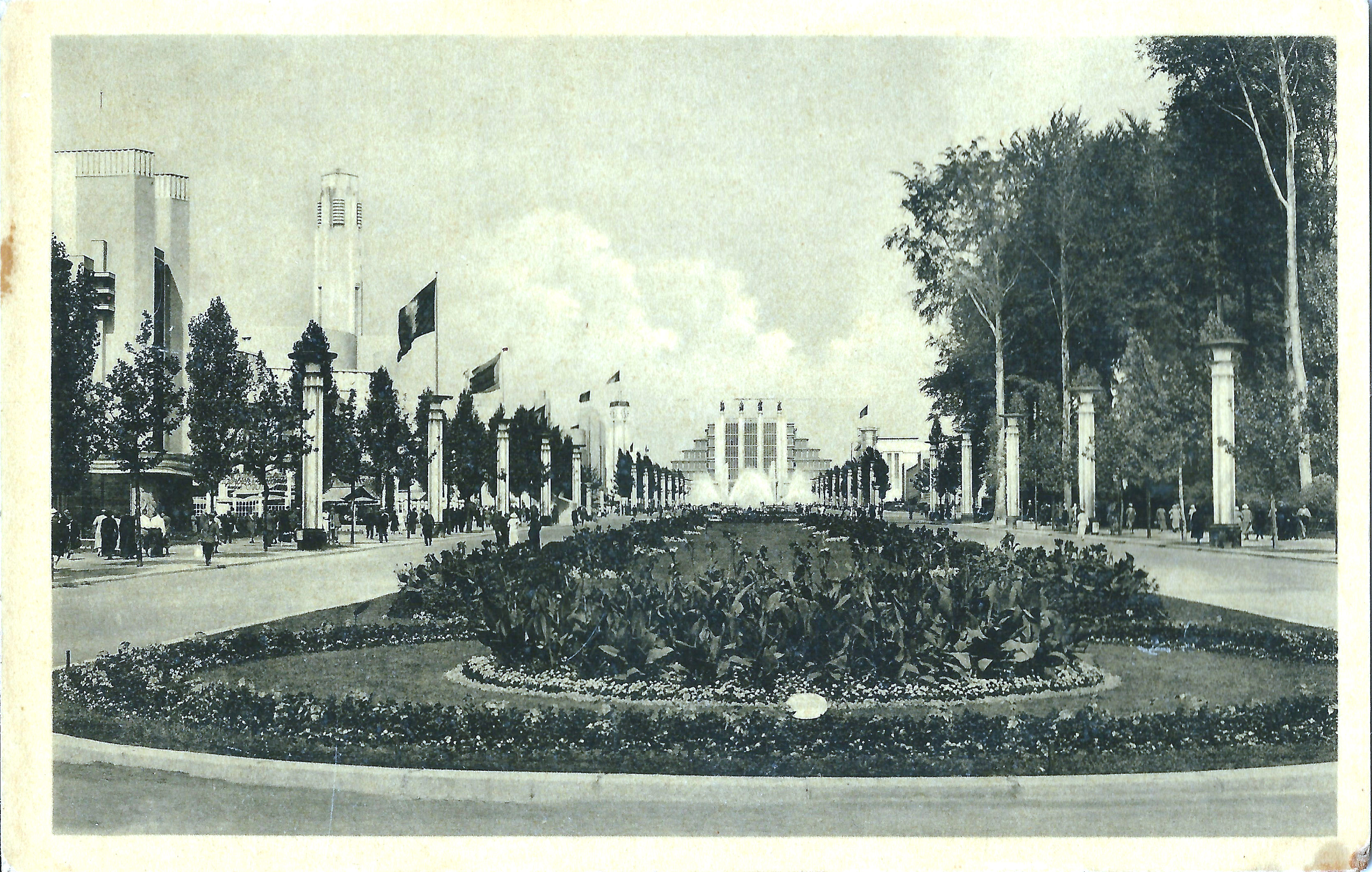
Boulevard du Centenaire, an dessen Ende der Grand Palais sichtbar ist.
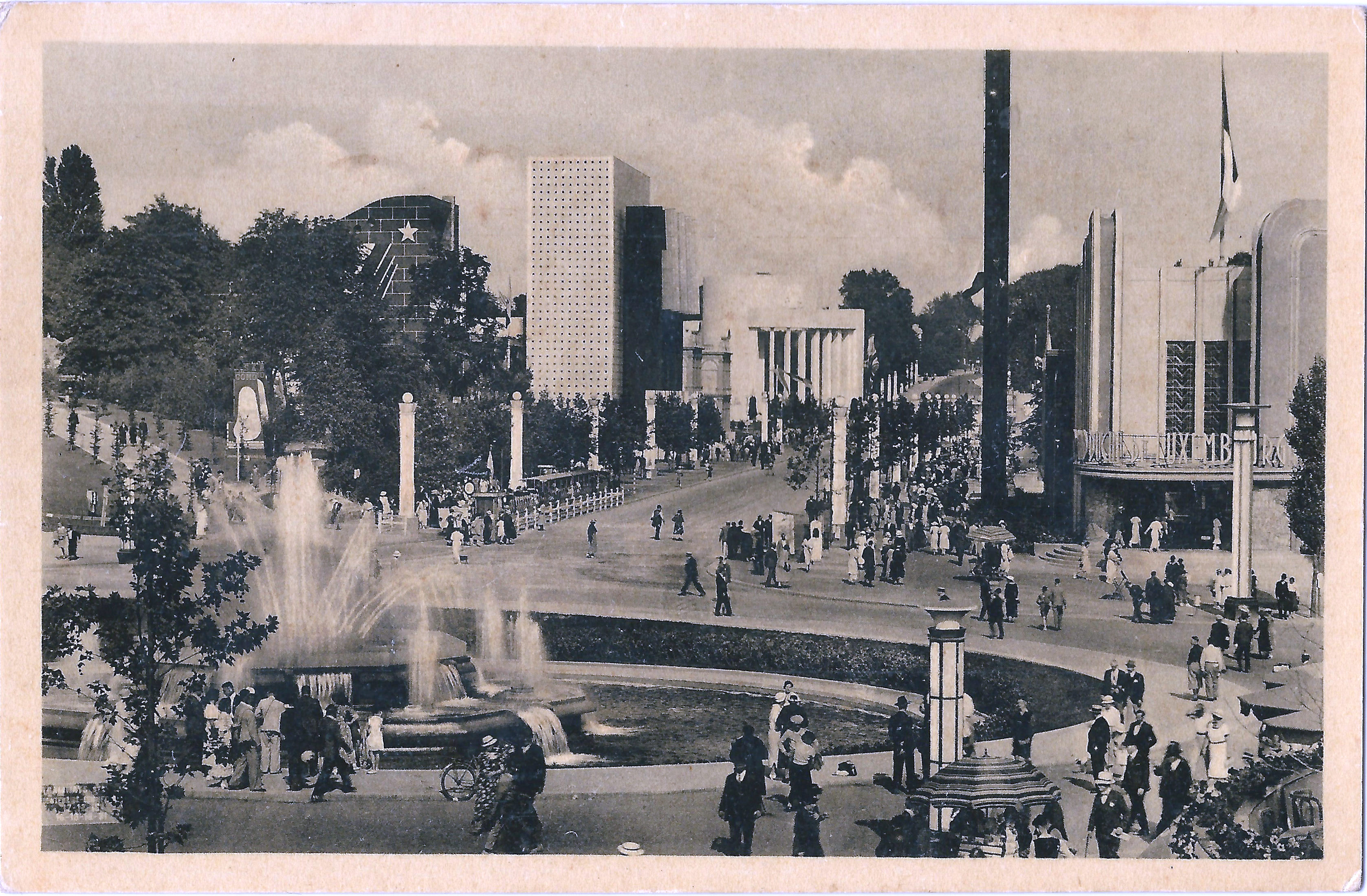
Ausstellungsgelände
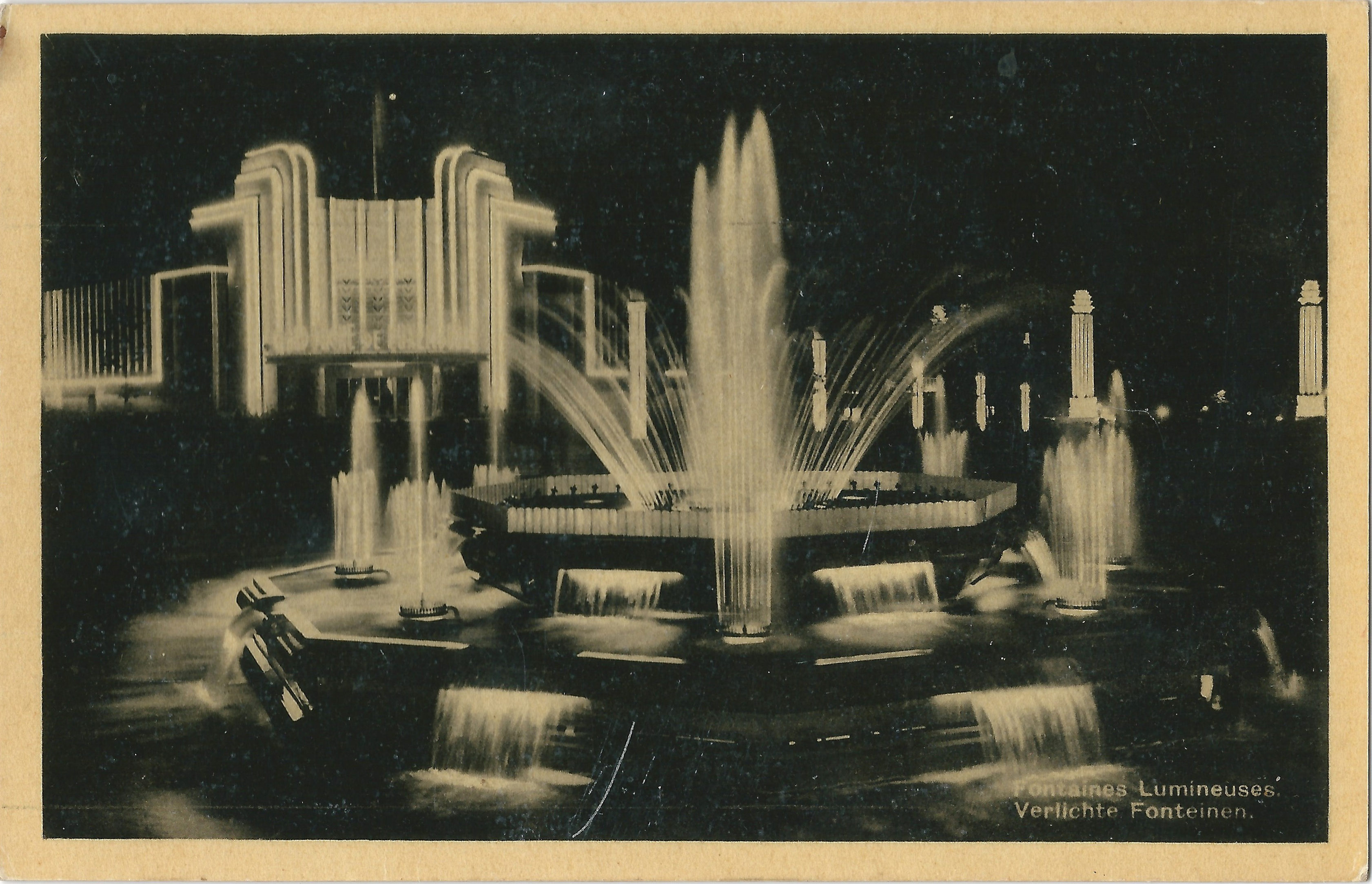
Fontaines Lumineuses und Ausstellungshallen mit Neonlicht
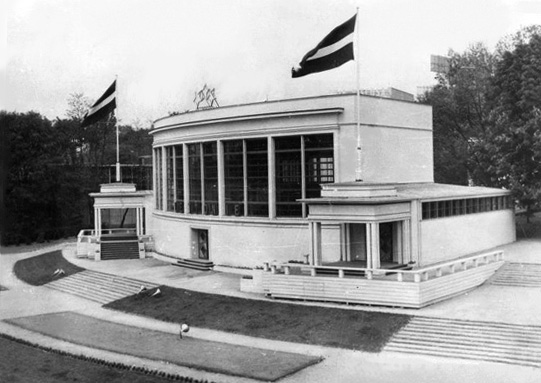
Pavillon von Lettland
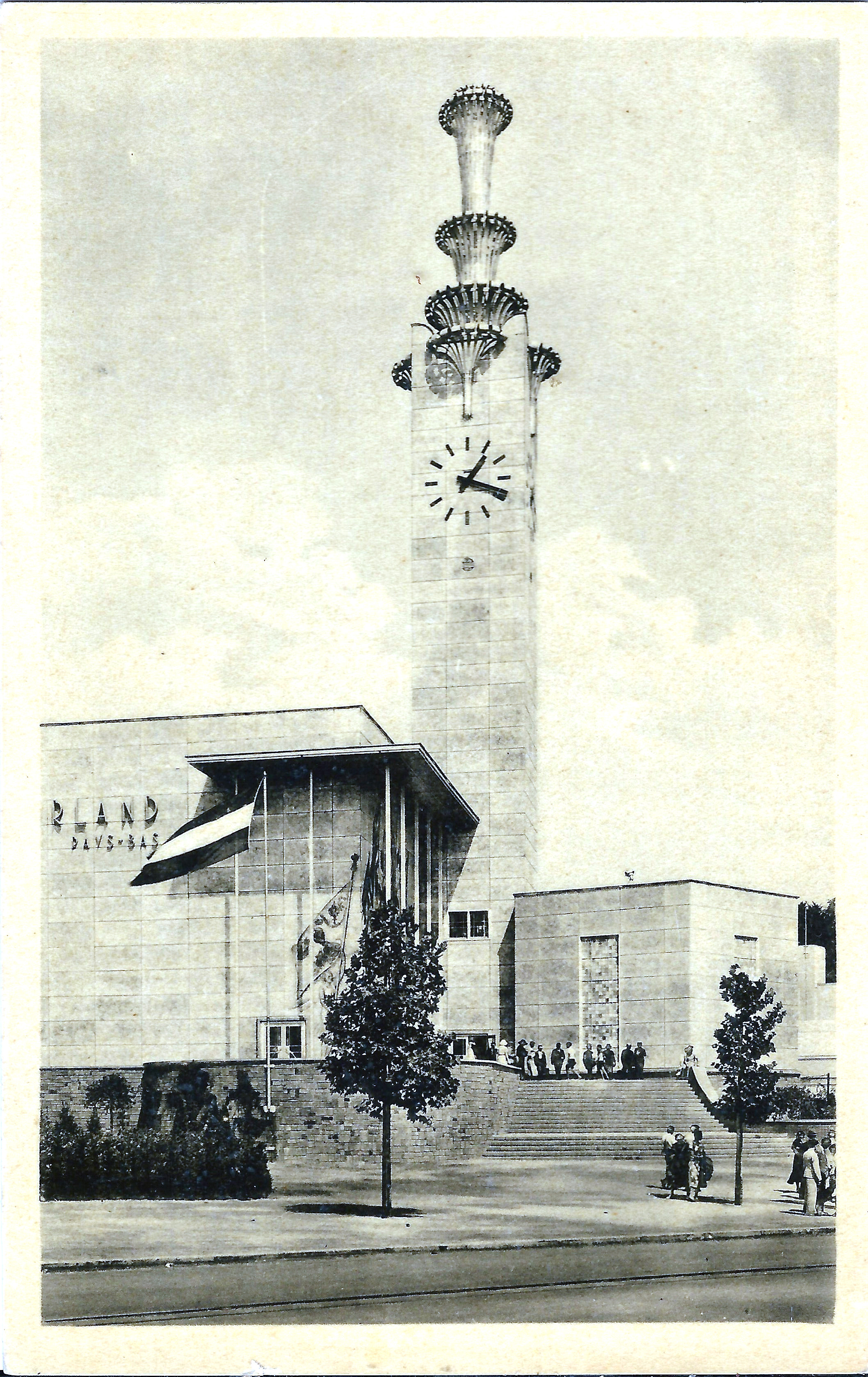
Pavillon der Niederlande